# Az Igazság helyének szolgálója
Az Igazság helyének szolgálója (sḏm-ˁš m st-m3ˁt) ókori egyiptomi cím, a thébai nekropolisz sírjain dolgozó munkásokat nevezték így. A szolgát jelentő sḏm-ˁš kifejezés szó szerinti jelentése: „aki hallgat a hívásra”. Szet Maat, „az igazság helye”, a ma Dejr el-Medina néven ismert ókori település a sírokon dolgozó mesteremberek lakhelye volt a nekropolisz mellett. Az itt dolgozó mesteremberek némelyikének magának is szép sírja készült.

## A cím egyes viselői és sírjuk

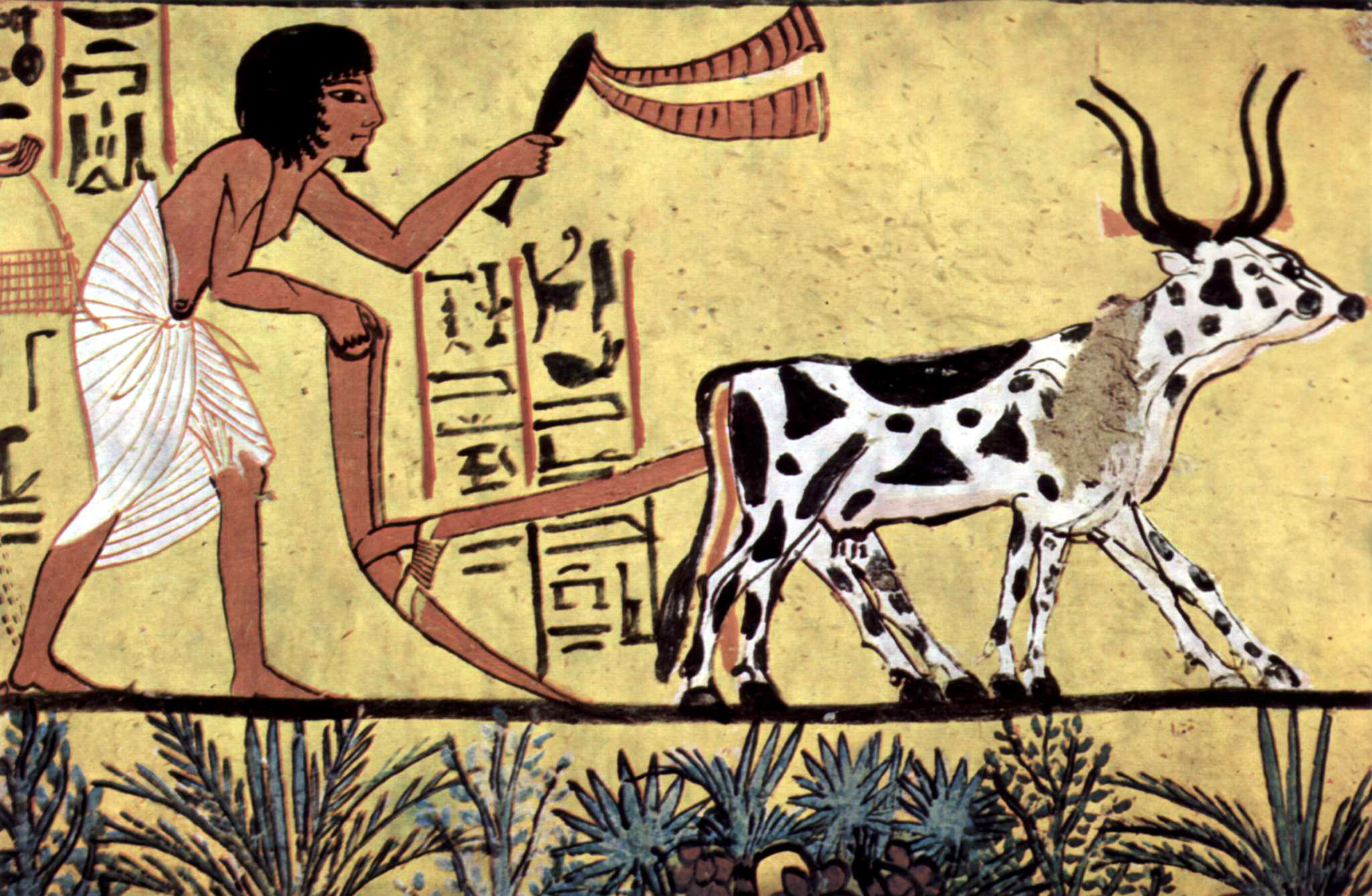
Jelenet Szennedzsem sírjából

- Amenmosze – TT9
- Habehnet – TT2
- Haui – TT214
- Noferabet – TT5
- Pasedu – TT3
- Penamon – TT213
- Penbui és Kasza – TT10
- Ken – TT4
- Szennedzsem – TT1